# Малкото червенокосо момиче
Малкото червенокосо момиче (Little Red-Haired Girl) е образ, който само се споменава, от поредицата карикатури Peanuts на Чарлс М. Шулц и е символ на несподелената любов. Тя е обектът на желание на Чарли Браун. Най-често той я забелязва, когато обядва навън и често се опитва да събере кураж да говори с нея, но винаги напразно. Всичко, което тя е докоснала или има общо с нея, е свещено за него. Например, в една карикатура той намира молива ѝ, който е изпуснат в коридора, забелязва, че е надъвкан и обявява „Тя е човек!“. Както може да се предположи, този разпространен навик я прави по-достижима, но момчето никога не я следва. Тя има важна роля в карикатурите публикувани за Денят на влюбените, като част от тях фокусират върху надеждата на Чарли Браун, че ще получи валентинка от нея.
Въпреки че Малкото червенокосо момиче е образ, който не се появява, тя се счита за основен герой в Peanuts. Не само че тя е част от периодична комична тема, но злочестото хлътване на Чарли Браун по нея е част от неговия характер, с който много читатели се оприличават, и това го прави да изглежда по-истински. През юли 1929 в една от карикатурите се разказва как Малкото червенокосо момиче се мести да живее другаде. Чарли Браун е в отчаяние, защото може никога повече да не я види. По-късно същата година той я вижда от далече, докато кара ски. Пепърминт Пати и Марси я срещат в летен лагер няколко години по-късно. В крайна сметка Малкото червенокосо момиче се мести обратно в квартала на Чарли Браун и повече не се споменава за нейното местене.
През 1977 в специалния анимационен епизод It’s Your First Kiss, Charlie Brown Малкото червенокосо момиче се появява пред камерата и се споменава, че името ѝ е Хедър (Heather). Отново има нейно появяване през 1985 в специалния епизод Happy New Year, Charlie Brown!. Шулц не счита тези анимационни явявания за канонични. Официално, тя си остава непоявяващ се и безименен образ.
Малкото червенокосо момиче участва като силует в карикатурите веднъж през 1998, когато танцува със Снупи. Когато тази история е адаптирана за анимационния епизод A Charlie Brown Valentine, образът ѝ не е само силует.
Бивша сътрудничка на Шулц- Дона Джонсън- е неговото вдъхновение за героинята.